# العلاقات الألمانية النمساوية
العلاقات الألمانية النمساوية هي العلاقات الثنائية التي تجمع بين ألمانيا والنمسا.

## مقارنة بين البلدين
هذه مقارنة عامة ومرجعية للدولتين:
| وجه المقارنة                                              | ألمانيا                                                                              | النمسا                                                    |
| --------------------------------------------------------- | ------------------------------------------------------------------------------------ | --------------------------------------------------------- |
| المساحة (كم2)                                             | 357.41 ألف                                                                           | 83.86 ألف                                                 |
| عدد السكان (نسمة)                                         | 81.29 مليون                                                                          | 8.81 مليون                                                |
| الكثافة السكانية (ن./كم²)                                 | 227.44                                                                               | 105.06                                                    |
| العاصمة                                                   | بون، برلين                                                                           | فيينا                                                     |
| اللغة الرسمية                                             | اللغة الألمانية                                                                      | اللغة الألمانية، لغة الإشارة النمساوية ‏                   |
| العملة                                                    | يورو، مارك ألماني                                                                    | يورو، شلن نمساوي، رايخ مارك، شلن نمساوي                   |
| الناتج المحلي الإجمالي (بليون دولار)                      | 3.68 تريليون                                                                         | 416.60 مليار                                              |
| الناتج المحلي الإجمالي (تعادل القوة الشرائية) بليون دولار | 3.92 تريليون                                                                         | 426.99 مليار                                              |
| الناتج المحلي الإجمالي الاسمي للفرد دولار أمريكي          | 41.31 ألف                                                                            | 43.77 ألف                                                 |
| الناتج المحلي الإجمالي للفرد دولار أمريكي                 | 46.40 ألف                                                                            | 47.68 ألف                                                 |
| مؤشر التنمية البشرية                                      | 0.926                                                                                | 0.885                                                     |
| رمز المكالمات الدولي                                      | +49                                                                                  | +43                                                       |
| رمز الإنترنت                                              | .de                                                                                  | .at                                                       |
| المنطقة الزمنية                                           | توقيت وسط أوروبا، ت ع م+01:00، ت ع م+02:00، توقيت أوروبا الوسطى المعياري (ت غ م +1) ‏ | توقيت وسط أوروبا، ت ع م+01:00، ت ع م+02:00، أوروبا/فيينا ‏ |

## مدن متوأمة
في ما يلي قائمة باتفاقيات التوأمة بين مدن ألمانية ونمساوية:
- ترتبط Lohfelden [الإنجليزية]‏ مع Berg im Drautal [الإنجليزية]‏ باتفاقية توأمة.
- ترتبط زالتسكوتن مع زيفيلد باتفاقية توأمة.
- ترتبط زنفتنبيرغ مع Senftenberg, Austria [الإنجليزية]‏ باتفاقية توأمة.[17]
- ترتبط باد زودن آن در تاونوس مع كتسبويل باتفاقية توأمة.
- ترتبط كيرتورف مع Kilb [الإنجليزية]‏ باتفاقية توأمة.
- ترتبط بولهايم مع Admont [الإنجليزية]‏ باتفاقية توأمة.
- ترتبط روتسهايم مع Scheibbs [الإنجليزية]‏ باتفاقية توأمة.
- ترتبط Fluorn-Winzeln [الإنجليزية]‏ مع Schönau an der Triesting [الإنجليزية]‏ باتفاقية توأمة.
- ترتبط باد كيسينغن مع آيزنشتات باتفاقية توأمة.
- ترتبط روتفايل مع Imst [الإنجليزية]‏ باتفاقية توأمة.
- ترتبط باد نوياشتات آن در زاله مع Oberpullendorf [الإنجليزية]‏ باتفاقية توأمة.
- ترتبط دوناوفورت مع Perchtoldsdorf [الإنجليزية]‏ باتفاقية توأمة.
- ترتبط آمونهبورغ مع Tragwein [الإنجليزية]‏ باتفاقية توأمة.
- ترتبط Haltern am See [الإنجليزية]‏ مع St. Veit an der Glan [الإنجليزية]‏ باتفاقية توأمة منذ 1993.[18]
- ترتبط ديتينهوفن مع Gresten-Land [الإنجليزية]‏ باتفاقية توأمة.
- ترتبط دساو روسلاو مع كلاغنفورت باتفاقية توأمة منذ 1971.
- ترتبط هاغن مع بروك ان دير مور باتفاقية توأمة منذ 1965.[19][19][19][19]
- ترتبط فورشهايم مع Roppen [الإنجليزية]‏ باتفاقية توأمة.
- ترتبط Nienhagen, Lower Saxony [الإنجليزية]‏ مع Zistersdorf [الإنجليزية]‏ باتفاقية توأمة.
- ترتبط برويسيش أولدندورف مع Sankt Oswald-Möderbrugg [الإنجليزية]‏ باتفاقية توأمة.
- ترتبط آرنشتات مع Gurk, Carinthia [الإنجليزية]‏ باتفاقية توأمة.
- ترتبط باد زكينغين مع Purkersdorf [الإنجليزية]‏ باتفاقية توأمة.
- ترتبط باد زاولغاو مع Himmelberg [الإنجليزية]‏ باتفاقية توأمة.
- ترتبط لونه مع سبيتال دراو باتفاقية توأمة.
- ترتبط Seubersdorf [الإنجليزية]‏ مع Kirchdorf an der Krems [الإنجليزية]‏ باتفاقية توأمة.
- ترتبط فيلزهوفن مع Spitz, Austria [الإنجليزية]‏ باتفاقية توأمة.
- ترتبط داسنغ مع Kammern im Liesingtal [الإنجليزية]‏ باتفاقية توأمة.
- ترتبط فرانكنبرغ مع Sachsenburg [الإنجليزية]‏ باتفاقية توأمة.
- ترتبط ماينينغن مع مينينجين باتفاقية توأمة.
- ترتبط Nersingen [الإنجليزية]‏ مع Reichenau, Carinthia [الإنجليزية]‏ باتفاقية توأمة.
- ترتبط Gärtringen [الإنجليزية]‏ مع Rohrau, Austria [الإنجليزية]‏ باتفاقية توأمة.
- ترتبط آيشاخ مع Brixlegg [الإنجليزية]‏ باتفاقية توأمة.
- ترتبط بيشوفسفيزن مع Wölbling [الإنجليزية]‏ باتفاقية توأمة.
- ترتبط فرانكنبرغ مع Seekirchen am Wallersee [الإنجليزية]‏ باتفاقية توأمة.
- ترتبط نورتهايم مع Gallneukirchen [الإنجليزية]‏ باتفاقية توأمة.
- ترتبط إرباخ مع Wolkersdorf im Weinviertel [الإنجليزية]‏ باتفاقية توأمة.
- ترتبط Rastenberg [الإنجليزية]‏ مع Rastenfeld [الإنجليزية]‏ باتفاقية توأمة.
- ترتبط اونترهآخينغ مع بيشوفسهوفن باتفاقية توأمة.
- ترتبط Aichwald [الإنجليزية]‏ مع Finkenstein am Faaker See [الإنجليزية]‏ باتفاقية توأمة.
- ترتبط أوبرتسهاوزن مع Laakirchen [الإنجليزية]‏ باتفاقية توأمة.
- ترتبط لينتس آم راين مع لينتس باتفاقية توأمة.
- ترتبط رودرمارك مع سالفيلدن باتفاقية توأمة.
- ترتبط Hörstein  [لغات أخرى]‏ مع Pfaffstätten [الإنجليزية]‏ باتفاقية توأمة.
- ترتبط Falkenstein, Bavaria [الإنجليزية]‏ مع Falkenstein, Lower Austria [الإنجليزية]‏ باتفاقية توأمة.
- ترتبط هليغولاند مع Millstatt am See [الإنجليزية]‏ باتفاقية توأمة منذ 1974.
- ترتبط بوبلينغين مع كرمس آن در دوناو باتفاقية توأمة منذ 1964.[20]
- ترتبط Kreuzau [الإنجليزية]‏ مع Obervellach [الإنجليزية]‏ باتفاقية توأمة.
- ترتبط فرايبورغ مع إنسبروك باتفاقية توأمة منذ 1967.
- ترتبط زولمس مع Liezen [الإنجليزية]‏ باتفاقية توأمة.
- ترتبط فيتن مع Mallnitz [الإنجليزية]‏ باتفاقية توأمة منذ 1975.
- ترتبط فيتر مع Deutschkreutz [الإنجليزية]‏ باتفاقية توأمة.
- ترتبط درسدن مع سالزبورغ باتفاقية توأمة منذ 1971.
- ترتبط هاله مع لينتس باتفاقية توأمة منذ 1987.
- ترتبط Machern [الإنجليزية]‏ مع Purgstall  [لغات أخرى]‏ باتفاقية توأمة.
- ترتبط اشتراوبينغ مع فيلز باتفاقية توأمة منذ 1971.
- ترتبط فلمار مع تسيل أم زيه باتفاقية توأمة.
- ترتبط هوينبرغ أن در إيغر مع هوهنبرغ باتفاقية توأمة.
- ترتبط غارشينغ مع Laa an der Thaya [الإنجليزية]‏ باتفاقية توأمة.
- ترتبط بلاتلينغ مع Scharnitz [الإنجليزية]‏ باتفاقية توأمة منذ 1992.
- ترتبط Charlottenburg borough  [لغات أخرى]‏ مع لينتس باتفاقية توأمة.
- ترتبط Halstenbek [الإنجليزية]‏ مع Hartkirchen [الإنجليزية]‏ باتفاقية توأمة منذ 1984.
- ترتبط روتنباخ آن در بغنيتز مع Bad Gleichenberg [الإنجليزية]‏ باتفاقية توأمة.
- ترتبط شتراسبورغ مع Straßburg, Austria [الإنجليزية]‏ باتفاقية توأمة.
- ترتبط نوي-إيزنبورغ مع Bad Vöslau [الإنجليزية]‏ باتفاقية توأمة منذ 30 أغسطس 1969.[21][21][21][21]
- ترتبط ميندلهايم مع شفاتس باتفاقية توأمة.
- ترتبط Böhmenkirch [الإنجليزية]‏ مع Böheimkirchen [الإنجليزية]‏ باتفاقية توأمة.
- ترتبط نويماركت إن در أوبرفالتس مع ميستلباخ [الإنجليزية]‏ باتفاقية توأمة.
- ترتبط تورنش مع غموندن باتفاقية توأمة.
- ترتبط زيمباخ آم إن مع براوناو آم إن باتفاقية توأمة.
- ترتبط أوفنبورغ مع فايتس باتفاقية توأمة منذ 19 مارس 1999.[22]
- ترتبط فريشن مع كابفنبرج باتفاقية توأمة.
- ترتبط آنغرمونده مع سبيتال دراو باتفاقية توأمة.
- ترتبط أوسنابروك مع Gmünd, Carinthia [الإنجليزية]‏ باتفاقية توأمة منذ 1997.[23][24][25][26]
- ترتبط Eggenstein-Leopoldshafen [الإنجليزية]‏ مع Höflein [الإنجليزية]‏ باتفاقية توأمة.
- ترتبط نيكارشتايناخ مع Grein, Austria [الإنجليزية]‏ باتفاقية توأمة.
- ترتبط دينغولفينغ مع Enns (town) [الإنجليزية]‏ باتفاقية توأمة.
- ترتبط Stamsried [الإنجليزية]‏ مع Sankt Marienkirchen bei Schärding [الإنجليزية]‏ باتفاقية توأمة.
- ترتبط ميمينجين مع Litzelsdorf [الإنجليزية]‏ باتفاقية توأمة منذ 3 أبريل 2009.[27][28][29][30]
- ترتبط هيمر مع Obervellach [الإنجليزية]‏ باتفاقية توأمة منذ 1967.
- ترتبط فتسلار مع Schladming [الإنجليزية]‏ باتفاقية توأمة منذ 1960.
- ترتبط فولدابروك مع القديس يوحنا في تيرول باتفاقية توأمة.
- ترتبط بوغن مع Wilhering [الإنجليزية]‏ باتفاقية توأمة.
- ترتبط أرنستورف مع Rossatz-Arnsdorf [الإنجليزية]‏ باتفاقية توأمة.
- ترتبط باد هومبورغ (فور در هوهه) مع مايرهوفن باتفاقية توأمة.
- ترتبط آرينسبورغ مع Feldkirchen in Kärnten [الإنجليزية]‏ باتفاقية توأمة.
- ترتبط Ribbesbüttel [الإنجليزية]‏ مع Stadtschlaining [الإنجليزية]‏ باتفاقية توأمة.
- ترتبط Althütte [الإنجليزية]‏ مع Obertilliach [الإنجليزية]‏ باتفاقية توأمة.
- ترتبط ماركتردفيتس مع فيلس باتفاقية توأمة.
- ترتبط آرتسبرغ مع Arzberg, Styria [الإنجليزية]‏ باتفاقية توأمة.
- ترتبط نوي-أنشباخ مع Thalgau [الإنجليزية]‏ باتفاقية توأمة.
- ترتبط دورن مع Altmünster [الإنجليزية]‏ باتفاقية توأمة.
- ترتبط أورينغين مع Treffen am Ossiacher See [الإنجليزية]‏ باتفاقية توأمة.
- ترتبط فيهمارن مع Orth an der Donau [الإنجليزية]‏ باتفاقية توأمة.
- ترتبط براونفلز مع Rohrmoos-Untertal [الإنجليزية]‏ باتفاقية توأمة.
- ترتبط فاغهويزل مع Flattach [الإنجليزية]‏ باتفاقية توأمة.
- ترتبط باساو مع كرمس آن در دوناو باتفاقية توأمة منذ 8 أبريل 1984.
- ترتبط هيربورن مع Guntersdorf [الإنجليزية]‏ باتفاقية توأمة.
- ترتبط Bad Emstal [الإنجليزية]‏ مع Bruck an der Großglocknerstraße [الإنجليزية]‏ باتفاقية توأمة.
- ترتبط كرمبة مع Sankt Martin im Sulmtal [الإنجليزية]‏ باتفاقية توأمة.
- ترتبط آلتزي مع Rechnitz [الإنجليزية]‏ باتفاقية توأمة.
- ترتبط دغندورف مع Neusiedl am See [الإنجليزية]‏ باتفاقية توأمة منذ 1978.
- ترتبط Bühlerzell [الإنجليزية]‏ مع St. Koloman (Salzburg) [الإنجليزية]‏ باتفاقية توأمة.
- ترتبط فايدن إن در أوبربفالز مع Weiden am See [الإنجليزية]‏ باتفاقية توأمة منذ 1969.
- ترتبط فورت إم فالد مع Furth bei Göttweig [الإنجليزية]‏ باتفاقية توأمة.
- ترتبط كادأولزبورغ مع Mauterndorf [الإنجليزية]‏ باتفاقية توأمة.
- ترتبط لوفنشتاين مع Traboch [الإنجليزية]‏ باتفاقية توأمة.
- ترتبط أوستفيلدرن مع هوونامس باتفاقية توأمة.
- ترتبط بلاوين مع اشتاير باتفاقية توأمة.
- ترتبط برايزاخ مع Pürgg-Trautenfels [الإنجليزية]‏ باتفاقية توأمة.
- ترتبط غينغن آن در برنتس مع Köflach [الإنجليزية]‏ باتفاقية توأمة.
- ترتبط Durbach [الإنجليزية]‏ مع Bürserberg [الإنجليزية]‏ باتفاقية توأمة.
- ترتبط فيسبادن مع كلاغنفورت باتفاقية توأمة منذ 1969.
- ترتبط لادنبورغ مع Paternion [الإنجليزية]‏ باتفاقية توأمة.
- ترتبط Bisingen [الإنجليزية]‏ مع لينزينغ باتفاقية توأمة.
- ترتبط ماينتال مع Moosburg, Austria [الإنجليزية]‏ باتفاقية توأمة.
- ترتبط فيلهلمسهافن مع Bromberg, Lower Austria [الإنجليزية]‏ باتفاقية توأمة منذ 1 مارس 1992.[31][32][33][34]
- ترتبط كولمباخ مع Rust, Burgenland [الإنجليزية]‏ باتفاقية توأمة.
- ترتبط غوبينغن مع كلوسترنوبرغ باتفاقية توأمة منذ 1971.
- ترتبط باد كوتستينغ مع يودنبورغ باتفاقية توأمة.
- ترتبط Zeulenroda-Triebes [الإنجليزية]‏ مع Wies, Austria [الإنجليزية]‏ باتفاقية توأمة.
- ترتبط فانفريد مع Schörfling am Attersee [الإنجليزية]‏ باتفاقية توأمة.
- ترتبط أوبنهايم مع Adnet [الإنجليزية]‏ باتفاقية توأمة.
- ترتبط Waldburg [الإنجليزية]‏ مع Waldburg, Austria [الإنجليزية]‏ باتفاقية توأمة.
- ترتبط Hüttenberg [الإنجليزية]‏ مع Göstling an der Ybbs [الإنجليزية]‏ باتفاقية توأمة.
- ترتبط دارمشتات مع غراتس باتفاقية توأمة منذ 1968.[35][35][35][35]
- ترتبط Treptow-Köpenick [الإنجليزية]‏ مع Mürzzuschlag [الإنجليزية]‏ باتفاقية توأمة.
- ترتبط هآوزهام مع Seiersberg [الإنجليزية]‏ باتفاقية توأمة.
- ترتبط Münster, Hesse [الإنجليزية]‏ مع Abtenau [الإنجليزية]‏ باتفاقية توأمة.
- ترتبط بلوشينغن مع Zwettl [الإنجليزية]‏ باتفاقية توأمة.
- ترتبط آلتسناو اين اونترفرانكن مع Pfaffstätten [الإنجليزية]‏ باتفاقية توأمة.
- ترتبط شارلوتنبورج فيلمسدورف مع لينتس باتفاقية توأمة منذ 1961.
- ترتبط فرايزنغ مع Obervellach [الإنجليزية]‏ باتفاقية توأمة.
- ترتبط Gottmadingen [الإنجليزية]‏ مع Randegg [الإنجليزية]‏ باتفاقية توأمة.
- ترتبط إلتساخ مع تلفس [الإنجليزية]‏ باتفاقية توأمة.
- ترتبط هشينغن مع Dölsach [الإنجليزية]‏ باتفاقية توأمة.
- ترتبط فريدريشرودا مع Heiligenblut am Großglockner [الإنجليزية]‏ باتفاقية توأمة منذ 1990.
- ترتبط لاندسهوت مع Ried im Innkreis [الإنجليزية]‏ باتفاقية توأمة منذ 1972.
- ترتبط آلتدورف مع Pinsdorf [الإنجليزية]‏ باتفاقية توأمة.
- ترتبط إلسهوفن مع Kleinsölk [الإنجليزية]‏ باتفاقية توأمة.
- ترتبط رودغاو مع Hainburg an der Donau [الإنجليزية]‏ باتفاقية توأمة.
- ترتبط Puchheim [الإنجليزية]‏ مع Attnang-Puchheim [الإنجليزية]‏ باتفاقية توأمة.
- ترتبط ريدلينغن مع Pöchlarn [الإنجليزية]‏ باتفاقية توأمة.
- ترتبط هايترسهايم مع فاندنس باتفاقية توأمة.
- ترتبط شورندورف مع Radenthein [الإنجليزية]‏ باتفاقية توأمة.
- ترتبط بيورشتات مع Krieglach [الإنجليزية]‏ باتفاقية توأمة.
- ترتبط دتلباخ مع بويسدورف باتفاقية توأمة.
- ترتبط فندلينغن مع Millstatt am See [الإنجليزية]‏ باتفاقية توأمة.
- ترتبط داخاو مع كلاغنفورت باتفاقية توأمة منذ 1974.
- ترتبط لانغناو مع Albeck, Carinthia [الإنجليزية]‏ باتفاقية توأمة.
- ترتبط غيموندن مع Elsbethen [الإنجليزية]‏ باتفاقية توأمة.
- ترتبط آلتوتينغ مع Mariazell [الإنجليزية]‏ باتفاقية توأمة.
- ترتبط إزرلون مع Hall in Tirol [الإنجليزية]‏ باتفاقية توأمة منذ 1989.
- ترتبط مونهايم آم راين مع فينر نويشتات باتفاقية توأمة.
- ترتبط روتينغن مع Bad Mitterndorf [الإنجليزية]‏ باتفاقية توأمة.
- ترتبط أوفنباخ أم ماين مع Mödling [الإنجليزية]‏ باتفاقية توأمة منذ 1978.
- ترتبط أدلسدورف مع Feldbach, Styria [الإنجليزية]‏ باتفاقية توأمة.
- ترتبط بورشايد مع Egg, Austria [الإنجليزية]‏ باتفاقية توأمة.
- ترتبط زيغمارينغن مع فيلدكيرخ باتفاقية توأمة.
- ترتبط بلتنبرغ مع بلودنز باتفاقية توأمة.
- ترتبط هايدنهايم مع سانت بولتن باتفاقية توأمة.
- ترتبط باد تولتس مع مايرهوفن باتفاقية توأمة.
- ترتبط بامبرغ مع فيلاخ باتفاقية توأمة منذ 1973.
- ترتبط Jembke [الإنجليزية]‏ مع Magdalensberg [الإنجليزية]‏ باتفاقية توأمة.
- ترتبط غلادبيك مع Schwechat [الإنجليزية]‏ باتفاقية توأمة منذ 1988.
- ترتبط فريدبرغ مع Friedberg, Styria [الإنجليزية]‏ باتفاقية توأمة منذ 1966.
- ترتبط هايترباخ مع Metnitz [الإنجليزية]‏ باتفاقية توأمة.
- ترتبط آلسفلد مع امستيتن النمسا السفلى باتفاقية توأمة.
- ترتبط روتس مع Retz [الإنجليزية]‏ باتفاقية توأمة.

## منظمات دولية مشتركة
يشترك البلدان في عضوية مجموعة من المنظمات الدولية، منها:
| علم المنظمة | اسم المنظمة                               | تاريخ انضمام ألمانيا | تاريخ انضمام النمسا |
| ----------- | ----------------------------------------- | -------------------- | ------------------- |
|             | مؤسسة التمويل الدولية                     | 20 يوليو 1956        | 28 سبتمبر 1956      |
|             | يونسكو                                    | 11 يوليو 1951        | 13 أغسطس 1948       |
|             | مجموعة أستراليا                           | 1985                 | 1989                |
|             | المرصد الأوروبي الجنوبي                   | 1962                 | 2008                |
|             | اتحاد المدفوعات الأوروبي ‏                 | ?                    | ?                   |
|             | مركز تنسيق الحركة في أوروبا ‏              | ?                    | ?                   |
|             | مجموعة الموردين النوويين                  | ?                    | ?                   |
|             | الوكالة الدولية للطاقة                    | ?                    | ?                   |
|             | مؤسسة التنمية الدولية                     | 24 سبتمبر 1960       | 28 يونيو 1961       |
|             | منظمة التعاون الاقتصادي والتنمية          | 27 سبتمبر 1961       | ?                   |
|             | المركز الدولي لتسوية المنازعات الاستشارية | 18 مايو 1969         | 24 يونيو 1971       |
|             | وكالة ضمان الاستثمار متعدد الأطراف        | 12 أبريل 1988        | 16 ديسمبر 1997      |
|             | منظمة حظر الأسلحة الكيميائية              | 29 أبريل 1997        | ?                   |
|             | المنظمة الأوروبية لسلامة الملاحة الجوية   | 1960                 | 1993                |
|             | البنك الإفريقي للتنمية                    | ?                    | ?                   |
|             | الأمم المتحدة                             | 18 سبتمبر 1973       | 14 ديسمبر 1955      |
|             | الاتحاد الدولي للاتصالات                  | 1866                 | 1866                |
|             | منظمة الشرطة الجنائية الدولية             | ?                    | ?                   |
|             | البنك الدولي للإنشاء والتعمير             | 14 أغسطس 1952        | 27 أغسطس 1948       |
|             | منظمة الأمن والتعاون في أوروبا            | 25 يونيو 1973        | 25 يونيو 1973       |
|             | الاتحاد البريدي العالمي                   | 1 يوليو 1875         | ?                   |
|             | منظمة التجارة العالمية                    | ?                    | ?                   |
|             | الفريق المعني برصد الأرض                  | ?                    | ?                   |
|             | بنك التنمية الآسيوي                       | 1966                 | 1966                |
|             | نظام تحكم تكنولوجيا القذائف               | 1987                 | 1991                |
|             | مجلس أوروبا                               | 13 يوليو 1950        | ?                   |
|             | الاتحاد الأوروبي                          | 25 مارس 1957         | 1995                |

## أعلام
هذه قائمة لبعض الشخصيات التي تربطها علاقات بالبلدين:
- أدولف هتلر (زعيم ألمانيا من 1934 إلى 1945، 20 أبريل 1889[63][64][65] – 30 أبريل 1945[63][64][65])
- ألكسندر فان دير بيلين (رئيس النمسا الحالي، 18 يناير 1944[66] – )
- إلفريدي يلينيك (كاتبة نمساوية، 20 أكتوبر 1946[67][68][69] – )
- إليزابيث إمبراطورة النمسا (24 ديسمبر 1837[70][71][72] – 10 سبتمبر 1898[70][71][72])
- فرانتس يوزف الأول (إمبراطور النمسا والمجر، 18 أغسطس 1830[73][74] – 21 نوفمبر 1916[73][74])
- فرديناند الثالث إمبراطور الرومانية المقدسة (13 يوليو 1608[75][76][77] – 2 أبريل 1657[75][76][77])
- فرديناند الثاني (9 يوليو 1578[78] – 15 فبراير 1637[78])
- فريدريك الثالث (21 سبتمبر 1415 – 19 أغسطس 1493)
- كارل الأول إمبراطور النمسا (17 أغسطس 1887[79][80] – 1 أبريل 1922[79][80])
- كريستوف فالتز (4 أكتوبر 1956[81][82][83] – )
- كليمنس فون مترنيش (دبلوماسي نمساوي، 15 مايو 1773[84][85] – 11 يونيو 1859[84][85][86])
- ليوبولد موتسارت (14 نوفمبر 1719[87][88][89] – 28 مايو 1787[87][88][89])
- ماري أنطوانيت (2 نوفمبر 1755[90][91][92] – 16 أكتوبر 1793[90][91][92])
- هنري الصياد (876 – 2 يوليو 936)
- يوهان شتراوس الابن (ملحن نمساوي، 25 أكتوبر 1825[93][94][95] – 3 يونيو 1899[93][94][95])

## وصلات خارجية
- موقع وزارة الخارجية الألمانية
- موقع وزارة الخارجية النمساوية